# Halomitra pileus

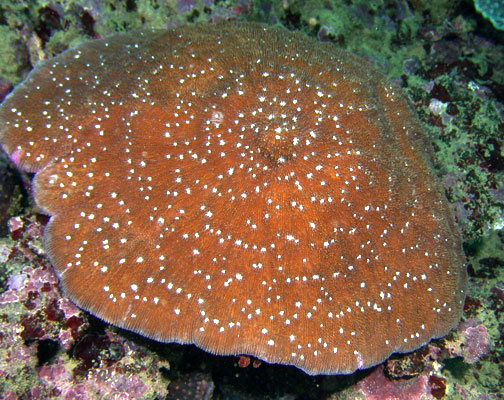
Halomitra pileus en Samoa Americana

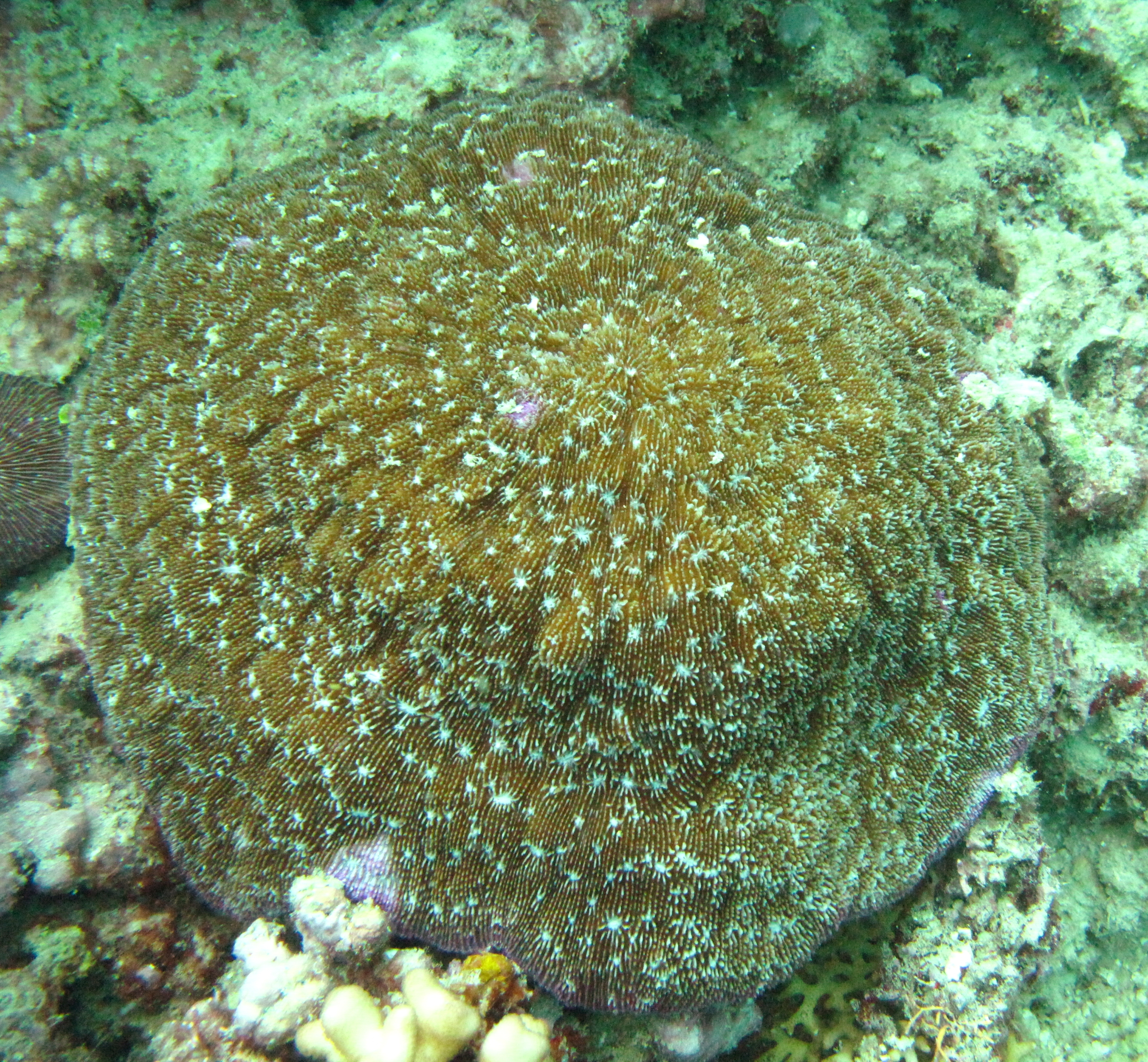
H. pileus, en isla Mer, Australia

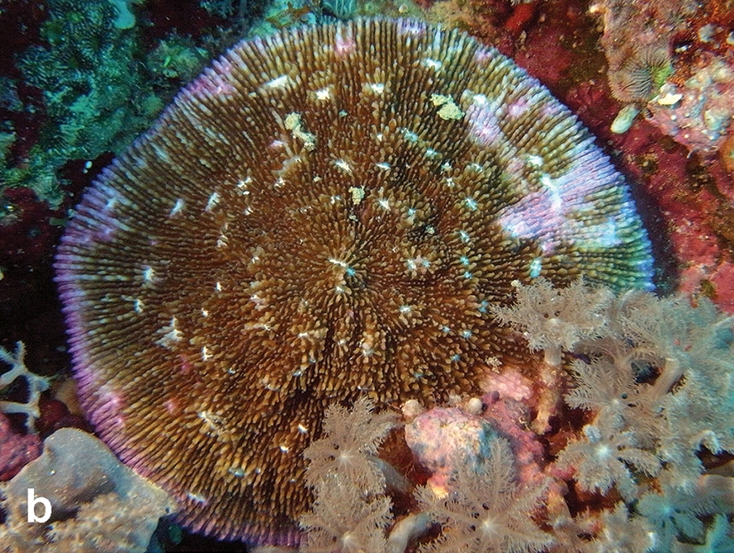
H. pileus, en Pulau Layang-Layang, islas Spratly

Halomitra pileus es una especie de coral duro de la familia Fungiidae.
Tras la muerte del coral, su esqueleto contribuye a la generación de nuevos arrecifes en la naturaleza, debido a que la acción del CO2 convierte muy lentamente su esqueleto en bicarbonato cálcico, sustancia esta asimilable directamente por las colonias coralinas.

## Morfología
Son colonias grandes y de vida libre, que no están ancladas. Su forma es circular, siendo las colonias jóvenes frecuentemente aplanadas, pero las adultas con forma de loma o bol, siendo el reverso de su esqueleto, o corallum, de forma cóncava. Los coralitos son numerosos y todos del mismo tamaño. Los septa se disponen discontinuamente en los lados y, normalmente, son muy marcados.

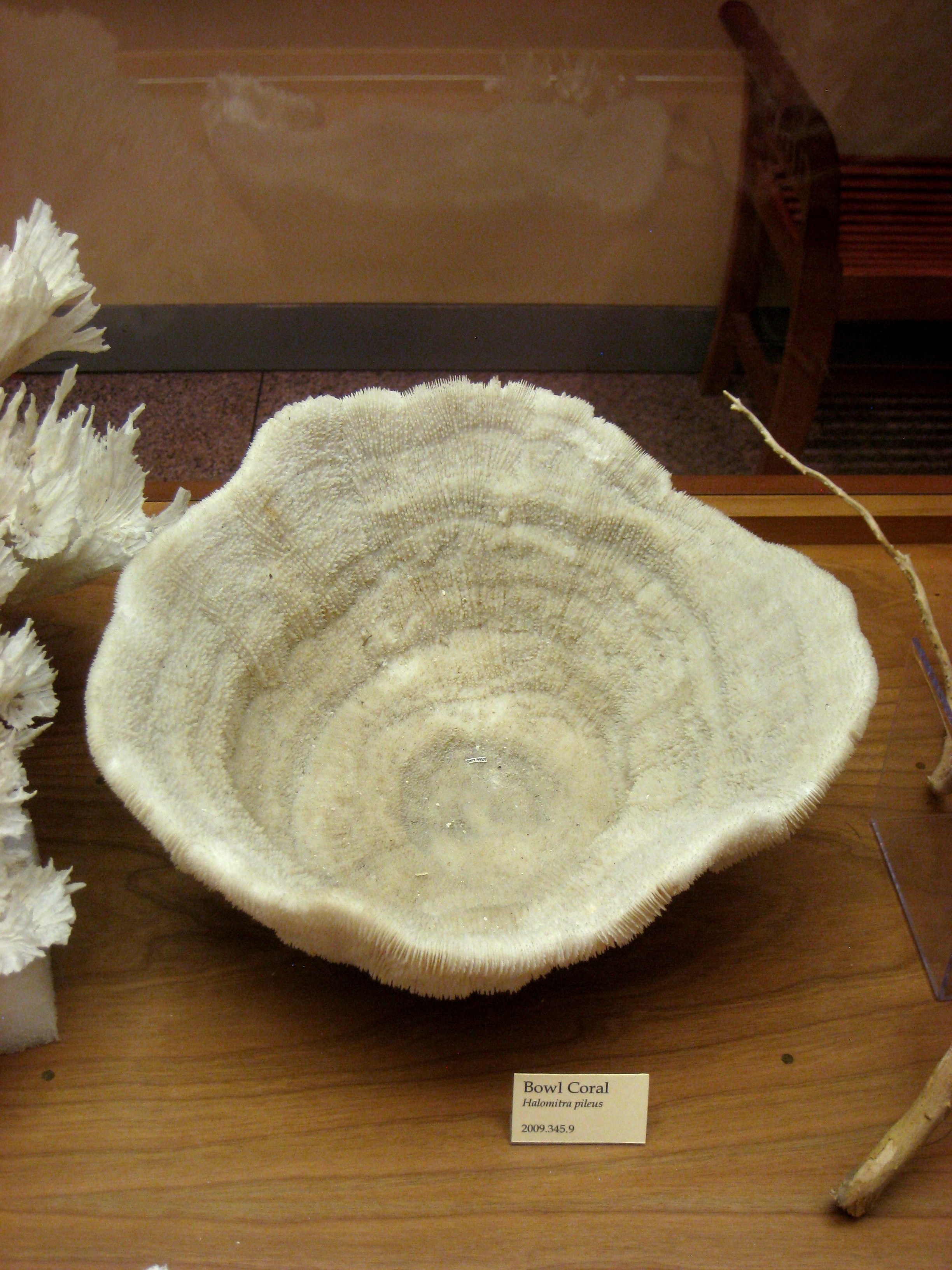
Reverso del esqueleto de H. pileus
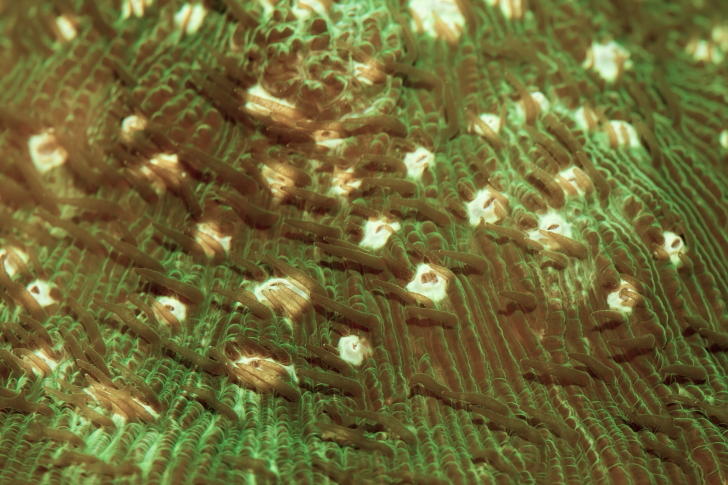
Bocas y tentáculos de H. pileus

Su coloración varía del marrón anaranjado, pasando por el crema, al verde; y, con frecuencia, tienen el margen de color rosa o púrpura. Los tentáculos son cortos, bien espaciados y de un color marrón claro. Presentan unas células urticantes denominadas nematocistos en sus tentáculos, empleadas en la caza de presas del plancton. Las bocas son de color blanco o azul pálido, contrastando sobre el color de la colonia.
Pueden alcanzar los 75 cm de diámetro.

## Alimentación
Los pólipos contienen algas simbióticas llamadas zooxantelas. Las algas realizan la fotosíntesis produciendo oxígeno y azúcares, que son aprovechados por los pólipos, y se alimentan de los catabolitos del coral (especialmente fósforo y nitrógeno). Esto les proporciona entre el 75 y el 95% de sus necesidades alimenticias. El resto lo obtienen atrapando plancton.

## Reproducción
Como todos los corales duros, se reproduce, tanto sexual, como asexualmente. En la reproducción sexual expulsan esperma y huevos al tiempo, consiguiendo la fertilización externa. El óvulo fecundado evoluciona a larva plánula, que deambula por la columna de agua hasta fijarse en el sustrato. La supervivencia de estas plánulas es pequeña, puesto que sirven de alimento a diversas especies marinas. Una vez en el sustrato, evolucionan a pólipo. Posteriormente, comienzan a secretar su esqueleto de carbonato cálcico y configuran la colonia coralina, reproduciéndose asexualmente por gemación. 

## Hábitat y distribución
Suele encontrarse en suelos blandos del arrecife, de aguas superficiales, protegidas y soleadas, como las de las lagunas coralinas.
Su rango de profundidad es entre los 3 y los 25 m.
Su distribución geográfica comprende el océano Indo-Pacífico, desde la costa este africana, Madagascar, archipiélago de Chagos, Seychelles, Maldivas, India, Sri Lanka, Indonesia, Malasia, Tailandia, Taiwán, Filipinas, Vietnam, Camboya, Nueva Caledonia, Papúa Nueva Guinea, Palaos, Fiyi, hasta Australia, Tokelau, Tonga, Tuvalu y las islas de Micronesia.

## Mantenimiento
Son razonablemente robustos y agradecidos, tanto a la luz como a la corriente. Una luz de moderada a alta satisfará a los corales aclimatados al acuario. Respecto a la corriente, prefieren corrientes suaves o moderadas.
Conviene complementar los beneficios de la fotosíntesis de sus zooxantelas, proporcionándoles artemia o mysis un par de veces a la semana. No obstante, en el caso de acuarios de arrecife mixtos, cuando conviven corales, peces y otras especies; si se alimenta la columna de agua del acuario diariamente, no es necesario alimentarlos directamente, porque se les puede sobrealimentar y perjudicarlos con ello.